# Erebia subtusbrunnea
Erebia subtusbrunnea är en fjärilsart som beskrevs av Müller 1928. Erebia subtusbrunnea ingår i släktet Erebia och familjen praktfjärilar. Inga underarter finns listade i Catalogue of Life.